# José De Paula
José Alberto De Paula (né le 4 mars 1988 à Villa Mella, Santo Domingo, République dominicaine) est un lanceur gaucher qui a joué en Ligue majeure de baseball pour les Yankees de New York en 2015.

## Carrière
José De Paula signe son premier contrat professionnel en novembre 2006 avec les Padres de San Diego. Il joue en ligues mineures avec des clubs affiliés aux Padres de 2007 à 2013 avant de passer l'année 2014 chez les Grizzlies de Fresno, alors club-école Triple-A des Giants de San Francisco, qui l'avaient réclamé au ballottage le 27 novembre 2013.
Mis sous contrat par les Yankees de New York le 12 novembre 2014, De Paula amorce la saison 2015 avec leur club-école de Scranton. Presque exclusivement lanceur partant dans les rangs mineurs, José De Paula fait ses débuts dans le baseball majeur comme lanceur de relève pour les Yankees le 21 juin 2015 contre les Tigers de Détroit. C'est son seul match pour les Yankees.